# بطولة التلفزيون النسائية إن دبليو إيه
بطولة التلفزيون النسائية إن دبليو إيه هي بطولة مصارعة محترفة نسائية تملكها وتروج لها منظمة المصارعة المحترفة الأمريكية تحالف المصارعة الوطني (إن دبليو إيه). ستكون هذه بطولة ثانوية لشعبة النساء في المنظمة.

## التاريخ
في حلقة 26 يوليو من برنامج إن دبليو إيه الأسبوعي الرئيس، إن دبليو إيه باوررر، أعلنت مادوسا تقديم بطولة التلفزيون النسائية إن دبليو إيه.